# Birne Helene

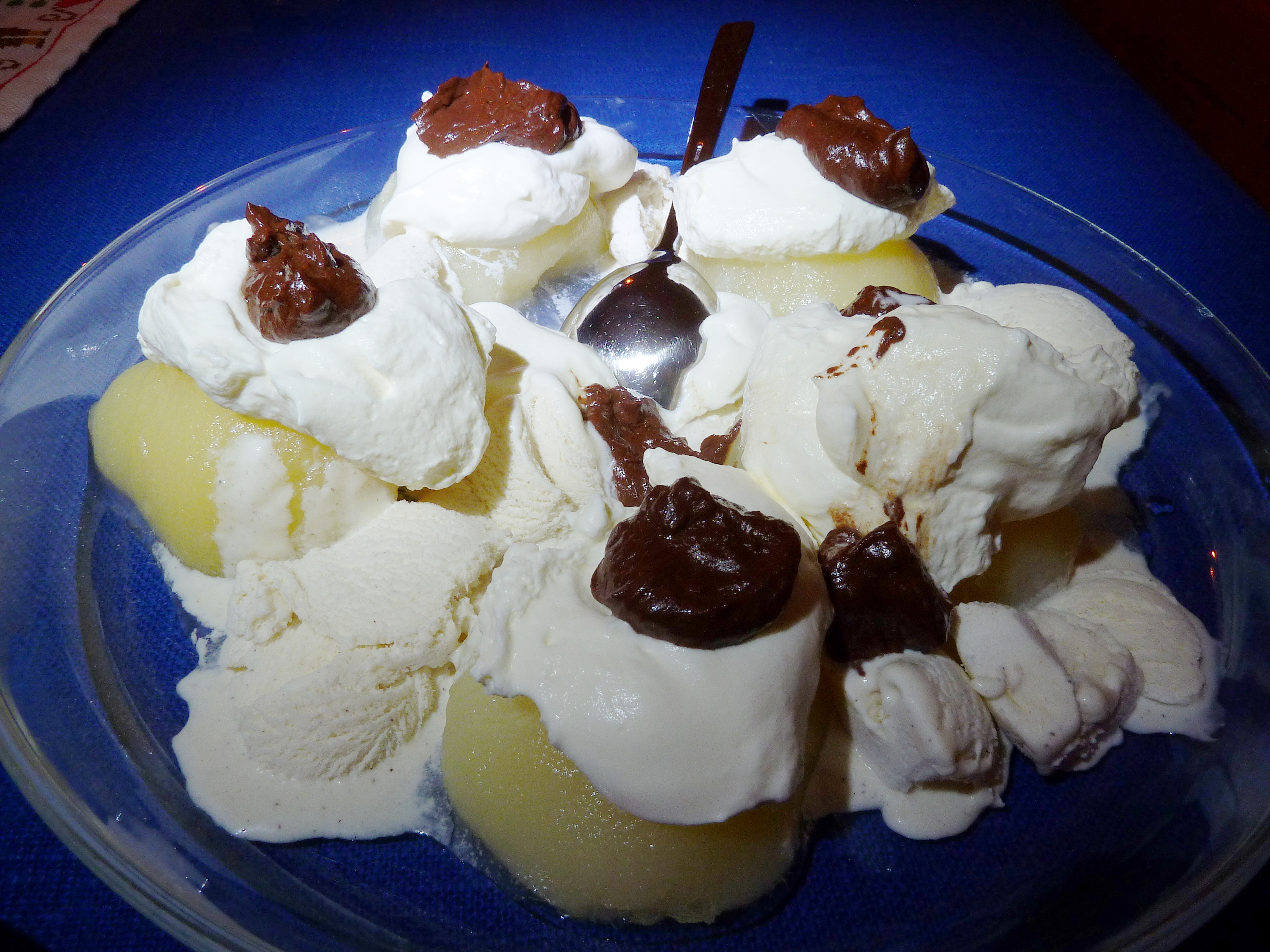

Birne Helene (französisch Poire belle Hélène) ist ein Dessert der klassischen französischen Haute cuisine. Im Originalrezept werden frische, geschälte Birnen in Läuterzucker pochiert, nach dem Auskühlen auf Vanilleeis angerichtet und mit kandierten Veilchen bestreut. Dazu wird eine heiße Schokoladensauce gesondert gereicht.
Das Dessert wurde um 1870 von Auguste Escoffier kreiert, als Jacques Offenbachs Operette Die schöne Helena in Paris aufgeführt wurde.
Heute wird unter Birne Helene meist nur eine einfach eingekochte oder in Dosen konservierte Birne verstanden, die mit kalter oder warmer Schokoladensauce übergossen wird.
Im Loriot-Spielfilm Pappa ante portas ist Birne Helene Teil eines Running Gags: Während der Filmhandlung wird das Gericht mehrfach serviert, ist jedoch nie nach Originalrezept zubereitet, was von der Hauptfigur stets energisch kritisiert wird – schlussendlich wird sogar ein Apfelkompott mit Sahne als Birne Helene bezeichnet. Die Süßspeise ist so zu einem klassischen Beispiel des von Loriot geprägten Humorkonzepts geworden, in dem es um unklare oder gestörte Kommunikation geht.